# Communauté de communes rurales des Coteaux du Savès et de l'Aussonnelle
La Communauté de communes rurale des Coteaux du Savès et de l'Aussonnelle est une ancienne communauté de communes française de la Haute-Garonne.

## Historique
Créée le 16 décembre 2002, elle disparait le 31 décembre 2016 au profit de la communauté d'agglomération du Muretain Agglo.

## Communes adhérentes
| Nom                      | Code Insee | Gentilé          | Superficie (km2) | Population (dernière pop. légale) | Densité (hab./km2) |
| ------------------------ | ---------- | ---------------- | ---------------- | --------------------------------- | ------------------ |
| Saiguède (siège)         | 31466      | Saiguédiens      | 11,86            | 791 (2014)                        | 67                 |
| Bonrepos-sur-Aussonnelle | 31075      | Bonreposiens     | 10,17            | 1 093 (2014)                      | 107                |
| Bragayrac                | 31087      | Bragayracais     | 8,25             | 313 (2014)                        | 38                 |
| Empeaux                  | 31166      | Empeusiens       | 4,56             | 248 (2014)                        | 54                 |
| Sabonnères               | 31464      | Sabonnériens     | 12,30            | 306 (2014)                        | 25                 |
| Saint-Thomas             | 31518      | Saint-Thomasains | 14,01            | 561 (2014)                        | 40                 |

## Démographie
| 1999  | 2006  | 2011  | 2012  | 2013  | 2014  |
| ----- | ----- | ----- | ----- | ----- | ----- |
| 2 205 | 2 476 | 3 066 | 3 170 | 3 258 | 3 312 |

## Administration
| Période | Période | Identité            | Étiquette | Qualité            |
| ------- | ------- | ------------------- | --------- | ------------------ |
| 2014    | 2016    | Christophe Couchaux |           | Maire de Bragayrac |
| 2008    | 2014    | Robert Cassagne     |           | Maire d'Empeaux    |